# Биструшкін Олександр Павлович
Олекса́ндр Па́влович Бистру́шкін  (*1 січня 1949, Галич, Івано-Франківська область) — український актор театру та кіно, поет, державний діяч. Народний артист України (2001), член Національної комісії ЮНЕСКО, Національної спілки театральних діячів, Національної спілки кінематографістів, автор численних збірок поезій.

## Освіта
Закінчив Київський інститут театрального мистецтва імені Карпенка-Карого

## Кар'єра
1970–1993 — актор Київського драматичного театру імені Івана Франка.
1993–2006 — очолював Головне управління культури Київської міськдержадміністрації. Результат діяльності:
- проектування Державного театру ляльок,
- створення Театру на Подолі,
- створення Молодіжного театру на Троєщині,
- створення Центру творчості «Натхнення», базового для Всеукраїнської академії танцю,
- створення музею «Повернута спадщина»,
- створення музичної школи Стефана Турчака в Шевченківському районі столиці,
- створення Київської дитячої академії мистецтв.

Засновані й діють
- Міжнародний конкурс балету імені Сержа Лифаря,
- Міжнародний конкурс молодих піаністів пам'яті Володимира Горовиця,
- хоровий фестиваль «Золотоверхий Київ»,
- «Київ травневий — театральний»,
- фестиваль споріднених міст,
- музичний молодіжний фестиваль «Чайка».

Запрацювали
- Державний музей книги і друкарства,
- Київська міська галерея мистецтв «Лавра»
- багато інших культурно-мистецьких проектів, що підтримують нашу духовність.

2007–2010 — керівник Головної служби гуманітарної політики та з питань збереження національного культурного надбання Секретаріату Президента України.

## Творчість

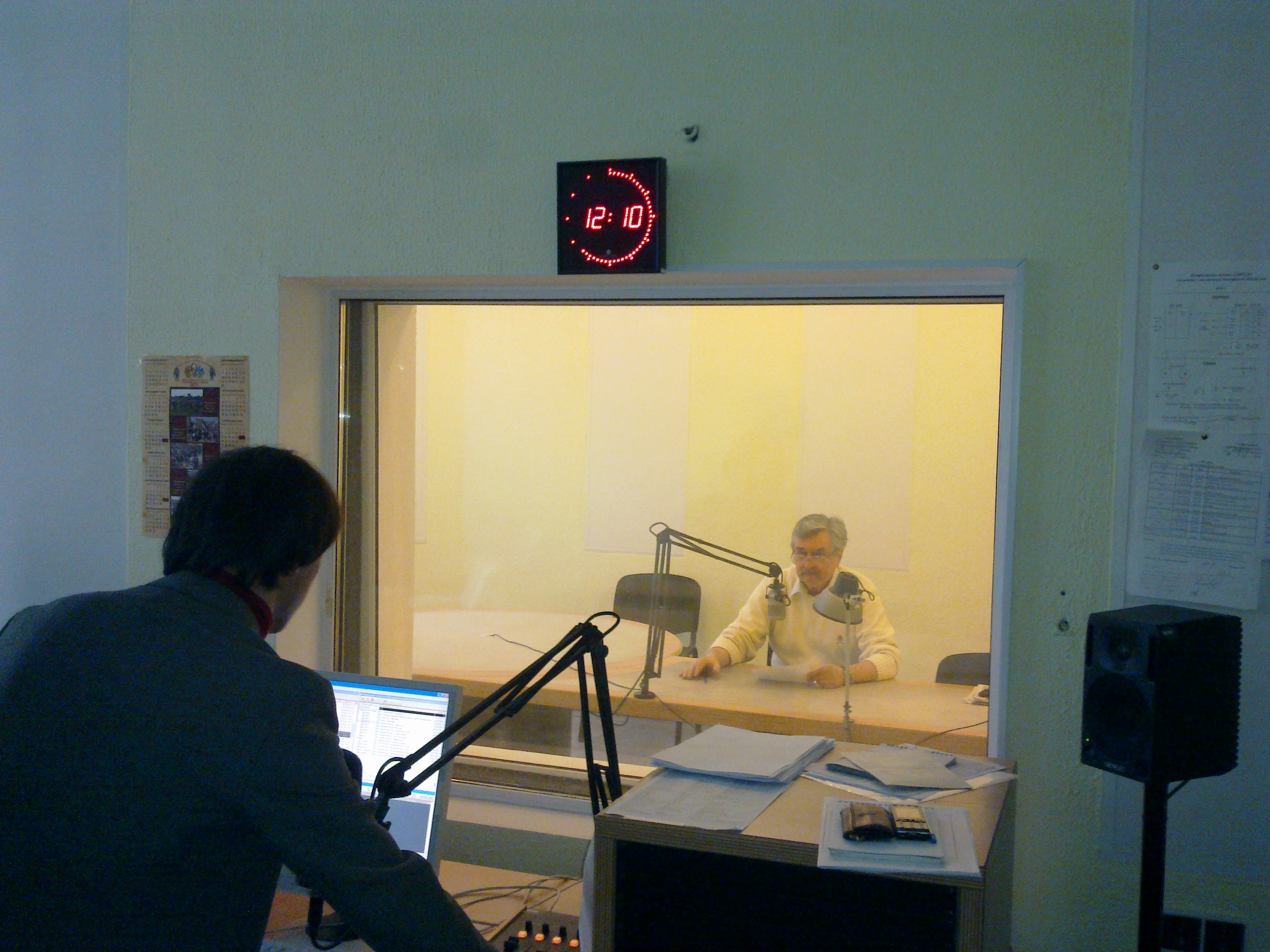
Олександр Биструшкін у студії Українського радіо

З 1970 в Київському драматичному театрі імені Івана Франка упродовж кількох десятиліть акторської праці створив близько 50 сценічних образів.
Зіграв понад 20 ролей у кіно.
2010 — у рамках проекту «Твої сини, Україно, — твій біль, твоя слава» записав аудіокниги з творами Т.Шевченка, І.Франка, В.Стуса., П.Тичини.
2012 — створив «Аудіоантологію української поезії» (9 дисків, 10 годин запису, 13 поетів, наклад — 1000 примірників). «Аудіоантологію української поезії» Спілкою звукорежисерів України було висунуто на здобуття Національної премії України імені Тарас Шевченка. 

## Родина
- Син - Биструшкін Ярослав Олександрович - громадський діяч.

## Фільмографія
- 1990 — Війна на західному напрямку
- 1995 — Атентат — Осіннє вбивство в Мюнхені
- 1996 — Операція «Контракт»
- 2002 — Чорна рада

## Відзнаки
- Почесна грамота Кабінету Міністрів України (2000)[5]
- Орден «За заслуги» III ступеня (2003)[6]